# 5620 Jasonwheeler
5620 Jasonwheeler là một tiểu hành tinh vành đai chính với chu kỳ quỹ đạo là 1158.1572229 ngày (3.17 năm).
Nó được phát hiện ngày 19 tháng 7 năm 1990.